# Ed Gein
Edward Theodore "Ed" Gein, född 27 augusti 1906 i La Crosse i Wisconsin, död 26 juli 1984 på Mendota Mental Health Institute i Madison i Wisconsin, var en amerikansk mördare. Han blev ökänd på grund av nekrofiliskt beteende (vilket involverade att skinnflå sina offer och gräva upp lik; han dekorerade sitt hem med likdelar och skapade kläder och möbler av deras skinn).
Förutom hans broders död 1944, som skedde under mystiska förhållanden, försvann sex människor från städerna La Crosse och Plainfield mellan 1947 och 1957. Dock har Gein endast erkänt och fällts för två mord, vilket gör att han inte kan kategoriseras som seriemördare i en rent juridisk mening.

## Biografi

### Barndom
Ed Gein var son till Augusta Lehrke (1878–1945) och George P. Gein (1873–1940). Båda hans föräldrar var födda i Wisconsin och gifte sig den 7 juli 1900. De fick två barn, Ed, samt hans äldre bror, Henry G. (1901–1944). Fadern var alkoholist och arbetslös i långa perioder, och på grund av missbruket försköt bröderna Gein sin far. Modern Augusta avskydde sin man men äktenskapet bestod då skilsmässa gick emot familjens religiösa tro. Hon arbetade i en mindre livsmedelsbutik och köpte senare den lilla gården utanför Plainfield, Wisconsin. Augusta flyttade till denna avskilda plats för att försöka förhindra att andra människor påverkade hennes söner. Gein gick endast hemifrån för att gå till skolan, och Augusta förhindrade varje försök han gjorde att skaffa vänner. Förutom att gå i skolan tillbringade han den största delen av sin tid med att hjälpa till hemma på gården.
Augusta, som var en vidskeplig lutheran och fanatiskt religiös, tvingade i sina söner tron på världens omoral, ondskan i att dricka, och att alla kvinnor (förutom hon själv) var horor. Enligt Augusta var den enda accepterade formen av sex den för biologisk förökning. Varje eftermiddag tog hon tid att läsa från Bibeln, vanligen valde hon verserna från Gamla Testamentet, som handlade om död, mord och gudomlig vedergällning. Ed och Henry gjorde allt för att göra sin mor lycklig och stolt men hon var sällan eller aldrig nöjd med vad pojkarna åstadkom utan misshandlade dem både psykiskt och fysiskt.
När Gein så småningom kom in i puberteten, blev Augustas fostran än mer strikt. När hon kom på honom med att onanera i badkaret skållade hon honom med kokhett vatten. Hon tog tag i hans genitalier och kallade dem "curse of man" (mannens förbannelse). Med en liten utväxt över sitt ena öga och ett feminint uppträdande blev den unge Gein under skoltiden ett enkelt offer för mobbare. Klasskamrater och lärare har berättat att Gein plötsligt kunde börja skratta som om han skrattade åt ett eget skämt. 
Även om han inte utvecklades normalt på det sociala planet så var han duktig i skolan, speciellt i läsning. Dåtidens psykometriska tester visade dock en normal begåvning med en intelligenskvot (IQ) på omkring 99.

### Familjemedlemmars död
Vid tiden för sin fars död 1940 började Henry ifrågasätta modern Augustas syn på världen. Han började till och med tala illa om henne medan hans bror hörde.
I mars 1944 utbröt en brand på gården och när Ed sprang för att hämta hjälp uppgav han att han inte kunde finna sin bror eller visste var han fanns, men väl på plats kunde han sedan leda dem direkt till broderns lik. Trots att det fanns bevis på att Henry hade fått slag mot skrevet och att han hade två märken i bakhuvudet så fastställdes dödsorsaken till kvävning av röken. Efter detta levde Gein ensam med sin mor. 
Mindre än två år senare, den 29 december 1945, dog Augusta av flera slaganfall, och hon lämnade därmed sin son ensam kvar på gården. Under de kommande åren levde Ed Gein ensam på gården och försörjde sig som traktens "fixare" då han var mycket händig och skicklig på hantverk. Invånarna i Plainfield beskrev Ed efter sin mors död som en trevlig men tillbakadragen och lätt folkskygg person, lite av traktens original.

### Gripandet
Den 16 november 1957 försvann ägaren till Plainfields järnaffär, Bernice Worden, och enligt ett vittne, Wordens son, skulle Ed Gein ha varit en av de sista kunderna kvällen innan försvinnandet.
Under husrannsakan gick polisens utredare in i ett skjul på hans ägor. Där gjorde de sitt första makabra fynd den natten: Wordens lik. Hon hade halshuggits, och hängde upp och ner i anklarna och hade fått bålen uppskuren som ett slaktat djur. Skadorna hade hon fått efter döden; hon hade skjutits på nära håll med ett 22-kalibrigt gevär.
När de sökte genom huset fann myndigheterna även följande:
- avhuggna huvuden på sängstolparna i sovrummet
- lampskärmar gjorda av människohud
- kranier som gjorts till soppskålar
- ett mänskligt hjärta
- en ansiktsmask tillverkad av människohud i en papperspåse
- ett halsband av människoläppar
- en kappa gjord av bland annat en vagina och bröst som han sytt ihop
- andra saker tillverkade av mänskliga kroppsdelar, inklusive ett skärp gjort av bröstvårtor.

Mest ökänd av alla Geins skapelser var en hel garderob tillverkad av människohud, ben, en uppskuren torso (inklusive bröst) och flera masker av ansiktshud som såg ut att vara av läder, och nästan blivit mumifierade.
Gein erkände till sist under förhör att han brukade gräva upp gravar av nyligen döda medelålders kvinnor som han tyckte liknade hans mor och tog hem kropparna, garvade skinnet och skapade sina makabra ägodelar. Gein erkände att han gjort så många som 40 besök till kyrkogårdar under tiden mellan 1947 och 1952. En författare beskriver Geins vana att ta på kvinnornas skinn som en "galen transvestitritual". Gein förnekade hela tiden att han haft sex med de uppgrävda kropparna med förklaringen att "de luktade för illa". Under förhör erkände Gein också att han skjutit ihjäl Mary Hogan, en lokal baranställd, som varit saknad sen 1954.
Kort efter hans mors död, hade Gein velat leva som kvinna, även om det debatteras om ifall han var transsexuell. Enligt de flesta skapade han sin kvinnodräkt för att kunna låtsas vara sin mor, snarare än att verkligen känna att han levde i fel kropp.
Harold Schechter, en ledande expert på seriemördare skrev en bästsäljande bok om Ed Gein. I boken nämns det att Plainfields sheriff, Art Schley, fysiskt överföll Gein under ett förhör genom att dunka hans huvud mot en tegelvägg. På grund av denna incident blev Geins slutliga erkännande underkänt. Schley dog av en hjärtattack vid 43 års ålder, någon månad efter Geins rättegång. Många som kände honom sa att han blev så traumatiserad av den skräck som förorsakades av Geins brott och rädslan att tvingas vittna, att detta ledde till hans tidiga död. En av hans vänner sade att "han var ett offer för Ed Gein, så säkert som om han hade slaktat honom".

## Rättegången
Gein bedömdes vara mentalt instabil och därför inte lämpad att gå igenom rättegång vid tidpunkten för anhållandet, varför han skickades till Central State Hospital i Waupun, Wisconsin. Senare omvandlades sjukhuset till ett fängelse och Gein förflyttades till Mendota State Hospital i Madison, Wisconsin. 1968 bestämde Geins läkare att han var frisk nog att ställas inför rätta. Han befanns "icke skyldig på grund av sinnessjukdom", och tillbringade resten av sitt liv på sjukhus.
Medan Gein satt häktad brann hans hus ner till grunden. Utredare kunde inte avgöra orsaken men man misstänkte att branden var anlagd. 1958 såldes Geins bil i vilken han fraktade de döda kropparna på en offentlig auktion för 760 dollar till en företagsam karnevalägare vid namn Bunny Gibbons. Gibbons kallade sin attraktion för Ed Gein Ghoul Car och tog 25 cent för att besökare skulle få se den på olika marknader runt om i landet.

## Död
Den 26 juli 1984 dog Ed Gein på grund av andnings- och hjärtsvikt till följd av lungcancer i Goodland Hall på Mendota Mental Health Institute. Före sin död förbannade han sin mors namn och en okänd person vid namn Anne. Hans gravplats på Plainfield kyrkogård blev flera gånger vandaliserad genom åren, och souvenirsökare stal av gravstenen, innan slutligen hela stenen blev stulen år 2000. Gravstenen återfanns i juni 2001 nära Seattle och kan idag ses på ett museum i Wautoma, Wisconsin.

## Populärkultur

### Film
- Geins historia blev en egen film, vid namn In the Light of the Moon, och senare gavs den namnet Ed Gein för den amerikanska och australiska marknaden. Steve Railsback spelade Gein, och Carrie Snodgress hans mor, Augusta.
- Ed Gein: The Butcher of Plainfield, regisserad av Michael Feifer, släpptes på DVD den 6 mars 2007. Den har Kane Hodder i huvudrollen, som Gein.
- Filmmördarna Leatherface (Motorsågsmassakern), Buffalo Bill (När lammen tystnar), och Norman Bates (Psycho) baserades alla delvis på Geins brott.
- I boken samt filmen American Psycho citerade huvudpersonen Patrick Bateman Edmund Kemper, i tron att det var Geins citat. Citatet var "När jag ser en vacker flicka komma gående, tänker jag två saker: En del av mig vill gå ut med henne och prata med henne och vara riktigt vänlig och behandla henne väl." På frågan vad den andra delen tänkte svarade han: "hur hennes huvud skulle se ut på en påle."
- Bloody Face från andra säsongen av American Horror Story är på många sätt även han inspirerad av Ed Gein.